# Liscome Bay
Die USS Liscome Bay (CVE-56) war ein Geleitflugzeugträger der Casablanca-Klasse in Diensten der United States Navy während des Zweiten Weltkriegs im Pazifikraum. Der Träger wurde am 7. August 1943 in Dienst gestellt und unter das Kommando von Capt. I. D. Wiltsie gestellt. Ursprünglich sollte sie der britischen Royal Navy übergeben werden, aufgrund der großen eigenen Verluste musste sie jedoch  in den Vereinigten Staaten verbleiben.

## Daten
Der Träger hatte eine Besatzung von 860 Mann und konnte 28 Flugzeuge mitführen. Die Maße betrugen 156 Meter Länge, 33 Meter maximale Breite und 19,9 Meter Höhe. Mit einer Verdrängung von 7800 Tonnen konnte er durch zwei Antriebswellen und vier Kolbendampfmaschinen mit insgesamt 9000 PS eine Höchstgeschwindigkeit von 20 Knoten erreichen.

## Einsatz
Nach einigen Ausbildungsfahrten vor der US-amerikanischen Westküste wurde die USS Liscome Bay der TF 52, Northern Attack Force unter dem Kommando von Richmond K. Turner zugewiesen, um den Angriff auf die Gilbertinseln zu unterstützen. Der Träger war vor Makin und Tarawa im Einsatz, die Flugzeuge griffen japanische Flugplätze und Befestigungen an. Nachdem die Inseln gesichert waren, lag die USS Liscome Bay vor Makin zur Erholung ihrer Besatzung mehrere Tage vor Anker.

## Versenkung
Am Morgen des 24. November 1943 wurde das Schiff vom japanischen U-Boot I 175 angegriffen. Ein einzelner Torpedo traf den hinteren Bereich des Schiffs. Der Träger wurde von einer gewaltigen Explosion zerrissen, Trümmer flogen bis zu 5 km weit. Er begann schnell nach Steuerbord zu kippen und sank um 5.33 Uhr. 644 Männer kamen ums Leben, darunter Admiral Henry M. Mullinnix, Befehlshaber der Task Group 52.3, Kommandant Wiltsie und Doris Miller, der erste Afroamerikaner, dem das Navy Cross verliehen worden war.